# Гужковський Казимир
Барон Казимир Гужковський (1864, Австро-Угорщина — † після 1919) — український громадський і військовий діяч, барон, полковник армії Австро-Угорщини, один із організаторів УГА, учасник делегації ЗУНР на переговорах із місією Антанти.

## Життєпис
Народився у 1864 році. Походив з українського шляхетського роду з Наддніпрянщини, який у XVIII столітті переселився до Галичини. Його предок Яків Гужковський отримав дворянство 9 квітня 1776 від короля Станіслава Августа. Володіли Гужковські землями у Городенківському повіті.

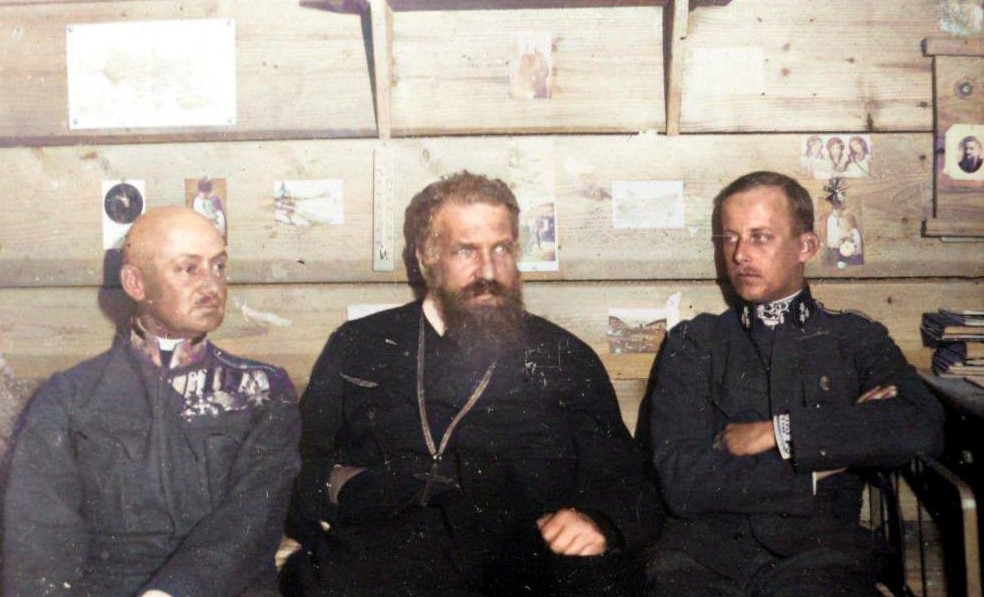
Казимир Гужковський, Андрей (Шептицький) та Вільгельм Габсбург. Січень 1918 року.

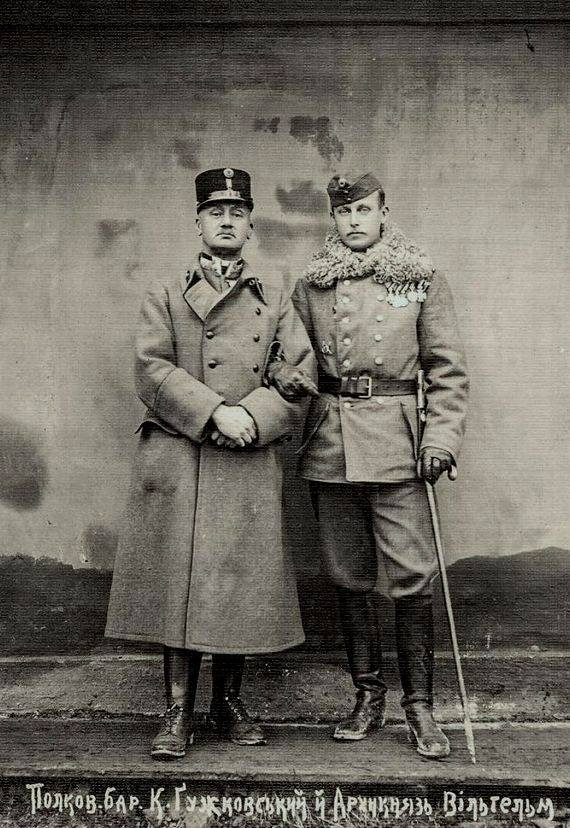
Вільгельм Габсбург з полковником Казимиром Гужковським. 28 січня 1918 року.

Його рід підтримував тісний зв'язок з українським селом, тому любов до рідної землі і пов'язане з цим етнографічне українство, вплив ідеї української державності, яка все ширше оволодівала галицьким громадянством, допомогла обрати українську національну самосвідомість. Великий вплив на Гужковського мав граф Роман (Андрей) Шептицький, який своїм прикладом показав потрібність повернення до свого українського коріння. Ідентифікація себе як українця привела Гужковського до конфлікту з родиною, про що писав у спогадах Богдан Лепкий: 
| Гужковський став твердим українським патріотом і звів страшну боротьбу за свої політично-національні переконання зі своєю родиною, що хотіла його як божевільного замкнути в Кульпаркові.[3] |
Ще задовго до початку Першої світової війни бере активну участь у галицьких громадсько-політичних справах і встановлює контакти з галицькою інтелігенцією. Особливо захоплюється ідеєю відродження української шляхти, що привело його до спілкування з В'ячеславом Липинським, заради спілкування з яким спеціально приїздить до Закопаного, де також знайомиться із Василем Доманицьким, які лікувались там у 1908 р. Він стає одним із прихильників друкованого органу «Przegląd Krajowy», який виходив у 1910—1911 рр. у Києві і ставив своїм завданням поширювати українську національно-державну свідомість серед полонізованих українців.
З початком світової війни, як майор австрійської армії, комендант Самбора та Перемишля, Гужковський активно захищає українські інтереси, особливо під час переслідувань українців, яких австрійська влада підозрювала в русофільстві.
У 1916 році обіймав посаду старости Дрогобича, сприяючи розвитку міста після нещодавної російської окупації. Ось як про нього писала преса за 12 лютого 1916 року: 
| Новий староста, полковник Гужковський, котрий на кождім кроцї дає докази свого піклованя про добро міста і повіту, розвинув дуже енерґічну дїяльність в области апровізації, та безсторонним урядованєм без огляду на стан і народність приєднує собі загальну прихильність.[4] |
У 1917—1918 займав посаду старости Сокальського повіту.
Будучи приналежним до вищої аристократичної верстви імперії, барон К. Гужковський усі свої широкі зв'язки в урядових сферах, при імператорському дворі використовує для захисту та поширення української національної і державної ідеї. Саме завдяки, головним чином, його зусиллям було усунуто з посади галицького намісника Ділера, вороже налаштованого до українців. Надзвичайно важливу роль К. Гужковський відіграв у справі організації та розбудови українського легіону — Українських січових стрільців (УСС), а згодом — Української галицької армії (УГА).
В лютому-березні 1919 року брав участь у складі делегації ЗУНР на переговорах із місією Антанти.
Помер після відходу УГА за Збруч у своєму маєтку у Городенківському повіті.

### Вплив на Вільгельма Габсбурга

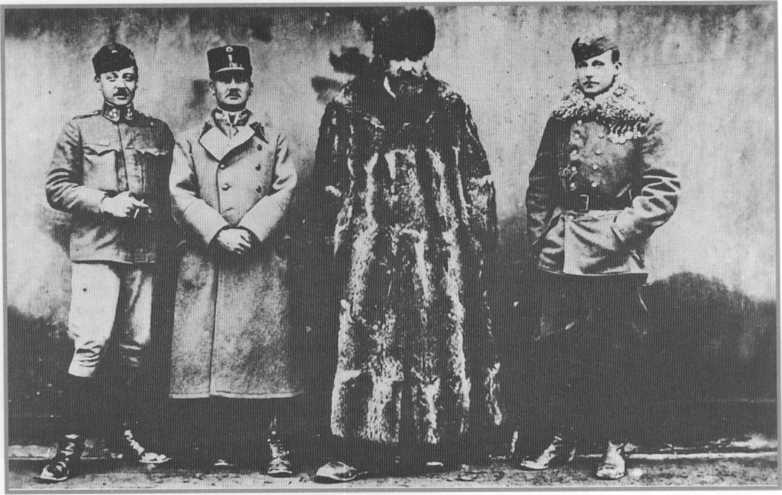
Справа наліво: Вільгельм Габсбург, Андрей Шептицький, Казимир Гужковський

Спілкування з ерцгерцогом було започатковане у 1914 році. Гужковський посприяв встановленню контактів Вільгельма Габсбурга з галицьким проводом і залученню його до української політичної діяльності. Саме йому належала ініціатива введення Вільгельма Габсбурга в коло українських політичних інтересів і активного зацікавлення українською справою. Гужковський познайомив Вільгельма Габсбурга з Євгеном Олесницьким, внаслідок чого ерцгерцог опинився в полі зору насамперед консервативних представників галицького суспільства та розпочав спілкування з бароном Миколою Васильком, Костьом Левицьким, Євгеном Петрушевичем, Юліаном Романчуком.
Багато інформації про діяльність Вільгельма Габсбурга-«Василя Вишиваного» дійшла завдяки його листам до Гужковського, якому він повністю довіряв.
Поет Петро Карманський вважав, що ідею псевдоніму «Василь Вишиваний» подав саме Гужковський.

### Особисте життя
Був одружений, мав сина на ім'я Каетан.

## Нагороди
- Лицарський хрест ордена Франца Йосифа (1917)[8]